# جنگ‌سالار

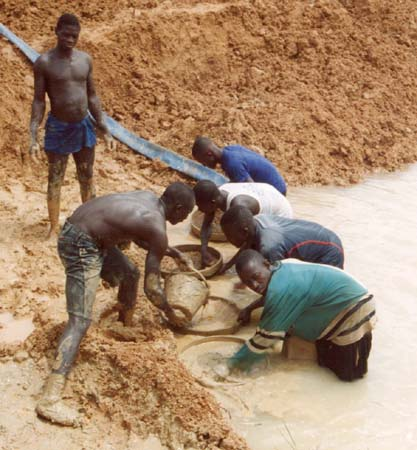
تجارت «الماس‌های خونین» در جنگ داخلی سیرالئون توسط گروه‌های شورشی و جنگ‌سالاران برای خرید سلاح به منظور ادامه جنگ، به بهای جان صدها هزار نفر تمام شد.

جنگ‌سالار به کسانی گفته می‌شود که کنترل بخشی از یک کشور را بدون تبعیت از حکومتی مرکزی، در اختیار دارند.
جنگ سالاری در دولت‌های ناکام که در آن حکومت مرکزی و قدرت اولیای امور در سراسر کشور از هم می‌پاشد یا به شکل رسمی اما ضعیف و بدون کنترل واقعی روی قلمرو کشور به حیات خویش ادامه می‌دهد به وجود می‌آید.

## جنگ‌سالاری در کشورهای دنیا

### اروپا
جنگ سالاری در اروپا معمولاً رابطه دارد با گروه‌های مختلف دسته‌های سرباز مزدور و سردسته‌های آنها که عموماً قدرت را در مناطق سکونتشان در اختیار داشتند. چنین شرکتهای‌ آزادی در صورتی رشد خواهند نمود که قدرت مرکزی از هم بپاشد. نظیر دورهٔ فترت در تاریخ آلمان بین سالهای ۱۲۵۴ و ۱۲۷۸ یا جنگ‌های صد سالهٔ فرانسه.
سربازهای اجیر و سر دستهای آنها مانند جان هاوک وود، راجر دفلور یا هاک کالولیو بسیاری از سربازهای اجیر دیگر در ایتالیا هم می‌توانند به عنوان جنگ سالار خوانده شوند.

### آسیا

#### ژاپن
در اغلب سالهای قرن ۱۶ قبل از عصر توکوگاوا، ژاپن زجر زیادی از جنگ‌های مکرر بین جنگ سالاران رقیب کشید. هر جنگ سالار یا فرمانده نظامی چندین قلعه جنگی، زمین، رعایا و جنک جویان سامورایی را در اختیار داشتند.
معروفترین جنگ سالارهای ژاپن:
- اودا نوبونوگا
- یوسوگی کنشین
- تاکیدا شینگن
- هوجو شوآن
- تویوتومی هیدیوشی
- سانادا یوکیمورا

#### چین
جنگ سالارها در تاریخ چین در دوره‌های مختلف مخصوصاً بعد از کشته شدن یوآن شیکای در دورهٔ انقلاب ۱۹۱۱ چین که تعداد زیادی از استان‌ها شورش نموده و استقلال خود را از سلسهٔ کینگ در سال ۱۹۱۱ اعلام نمودند تا اردوکشی شمال در سال ۱۹۲۷ توسط چریک‌های کمونیست چین که برای تسریع روند انقلاب و از هم پاشاندن فئودالیسم و امپریالیسم، قدرت زیادی را در اختیار داشتند. این دوره در تاریخ چین به دورهٔ جنگ سالاران شهرت یافته که در این دوره برای اولین بار واژه جنگ سالار پدیدار گردید. با وجود اتحاد ظاهری چین در سال ۱۹۲۷ جنگ سالاری تا پیروزی حزب کمونیست چین در سال ۱۹۴۹ همچنان به عنوان یک مشکل باقی مانده بود.

#### افغانستان
این واژه اولین بار در افغانستان توسط برخی رسانه‌های غیر افغان، به ویژه مطبوعات پاکستان در دوره مقاومت در اشاره به مخالفین طالبان استفاده می‌شد. با توجه به این که پاکستان حکومت طالبان را به عنوان حکومت مرکزی افغانستان به رسمیت می‌شناخت بطبع مخالفین طالبان و حتی دولت اسلامی افغانستان نزد پاکستان جنگسالار خوانده می‌شد.
بعد از فروپاشی نظام کمونیستی در افغانستان مجاهدین که به گروه‌های مختلف چریکی تقیسم شدند  و «مبارزین رهایی بخش» نامیده می‌شدند قادر به تشکیل حکومت مرکزی یکپارچه در افغانستان نگردیدند. اختلاف آنها بر سر تشکیل حکومت، و سهم احزاب در ساختار تازه تأسیس دولت مجاهدین، منجر به درگیری‌های خونین در افغانستان گردید که ده‌ها هزار تن کشته شدند و کابل به ویرانه مبدل گشت. این زمینهٔ شکل گیری حاکمیت‌های مستقل حزبی در مناطق مختلف افغانستان را که از حکومت مرکزی به رهبری برهان الدین ربانی تبعیت نمی‌کردند را به وجود آورد.
در دورهٔ حاکمیت طالبان با وجودی که بسیاری از این شبه حکومت‌ها توسط طالبان از هم پاشیده بودند باز هم در مناطق شمال که جزه اتحاد شمال بودن این چند حکومتی وجود داشت.
با شکست طالبان توسط نیروهای ناتو که با کمک برخی از گروه‌های باقیماندهٔ مجاهدین شکل گرفت. گروه‌های مختلف مجاهدین، و عده‌ای از تکنوکراتهای افغانستان و طرفداران شاه سابق، ظاهرشاه در شهر بن حکومت انتقالی را به وجود آوردند که مجاهدین به علت داشتن قدرت نظامی نقش زیادی در آن داشتند. این روند با اعتراض جدی بعضی از گروه‌های رقیب مجاهدین، ان جی او‌های خارجی و فعالان حقوق بشر افغانستان که بسیاری از مجاهدان را جنایتکار جنگی می‌دانستند و مایل به حذف مجاهدین از قدرت و محاکمهٔ برخی از رهبران جهادی هستند قرار گرفت.
در این وضعیت بار دیگر این واژه متداول شد. این بار رسانه‌هایی نظیر بی‌بی‌سی این واژه را جهت اشاره به برخی از مجاهدین استفاده کردند.
با روی کار آمدن حکومت حامد کرزی، که برآیند کنفرانس بن بود، فرماندهان محلی باز هم کوشش کردند تا قدرت خود را در منطقه‌شان حفظ کنند و با اتکا به تفنگ و قدرت و پول شان دولت‌های محلی خود را داشته باشند. اینان همچون طالبان به جنایات شان ادامه داده و هنوز هم باعث اغتشاش و بی‌نظمی در مناطق تحت سلطه‌شان می‌شوند که نمونه آن شورش‌های اخیر در شمال بود.
از جمله مهم‌ترین افرادی که در افغانستان به جنگ‌سالار بودن متهم بوده‌اند افراد زیر می‌باشند. البته آنها این اتهام را رد می‌کنند.
- قسیم فهیم
- احمد شاه مسعود
- عبدالله عبدالله
- برهان الدین ربانی
- عطا محمد نور
- کریم خلیلی
- محمد محقق
- گلبدین حکمتیار
- عبدالرشید دوستم
- اسماعیل خان
- عبدالرب رسول سیاف
- سید حسین انوری

### ابهام در مفهوم جنگ‌سالار
واژهٔ جنگ‌سالار مفهومی مبهم دارد و هماند بسیاری واژه‌های دیگر نظیر واژهٔ تروریست شدیداً می‌تواند مورد سوءاستفاده برای وارد کردن اتهام به رقبای سیاسی قرار گیرد.
در رسانه‌هایی که خود را بی‌طرف می‌دانند بیشتر وقتی از این واژه استفاده می‌شود که گوینده نمی‌خواهد دقیقاً نام فرد مورد نظرش را بگوید.